# Karsten Landro
Karsten Landro (født 25. januar 1957 i Ommel) er en dansk viceskoleinspektør og politiker, tidligere borgmester i Marstal Kommune og fra 2010 borgmester i Ærø Kommune, valgt for Konservative.
Landro er uddannet folkeskolelærer fra Skårup Seminarium i 1980 og har siden arbejdet som viceskoleinspektør på Marstal Skole.
Landro blev første gang valgt til borgmester for Det Konservative Folkeparti i Marstal Kommune i 1997. Da Marstal Kommune og Ærøskøbing Kommune blev slået sammen i Ærø Kommune stillede han op som partiets borgmesterkandidat, men måtte se sig slået af den Socialdemokratiske Jørgen Otto Jørgensen.
Ved kommunalvalget 2009 lykkedes det de konservative og Ærø Borgerliste at få flertal, og Karsten Landro blev valgt til Ærø Kommunes anden borgmester, en post han tiltrådte 1. januar 2010.
Ved kommunalvalget 2013 stillede  Karsten Landro ikke op. Socialdemokraten Jørgen Otto Jørgensen blev valgt som borgmester.